# روزماري نيلسون
روزماري نيلسون (بالإنجليزية: Rosemary Nelson) هي محامية بريطانية، ولدت في 4 سبتمبر 1958 في أيرلندا الشمالية في المملكة المتحدة، وتوفيت في 15 مارس 1999.